# ネヴィル・マリナー
ネヴィル・マリナー卿 （Sir Neville Marriner, CH CBE、1924年4月15日 - 2016年10月2日）は、イギリスの指揮者、ヴァイオリニスト。

## 人物・来歴
イングランドのリンカン出身。王立音楽大学に学んだ後、パリ音楽院に留学した。フィルハーモニア管弦楽団やロンドン交響楽団のヴァイオリン奏者を歴任し、サーストン・ダートとジャコビアン・アンサンブルを結成するが、その後メイン州ハンコックに留学してピエール・モントゥーの音楽学校にて指揮法を学ぶ。
1959年に、アカデミー室内管弦楽団 (Academy of St. Martin-in-the-Fields) を創設し、長年その指揮者を務めた。1969年から1979年までロサンジェルス室内管弦楽団を指揮し、1979年から1986年までミネソタ管弦楽団の、1983年から1989年までシュトゥットガルト放送交響楽団の音楽監督を務めた。1985年にはナイト号を授与された。1992年より、カダケス管弦楽団の首席客演指揮者の任に就いている。1972年、アカデミー室内管と初来日している。
上記以外にも、NHK交響楽団の定期演奏会への客演（1979年、2007年、2010年、2014年、2015年）、ロンドン交響楽団、フィルハーモニア管弦楽団、アムステルダム・コンセルトヘボウ管弦楽団、シュターツカペレ・ドレスデンなどとの録音がある。
レパートリーは幅広く、バロック音楽から古典派音楽に始まり、チャイコフスキー、レスピーギやバルトークも指揮し、膨大な数の録音を残している。映画『アマデウス』の音楽を担当し、そのサウンドトラックには、マリナー指揮のアカデミー室内管弦楽団による演奏が用いられている。
弦楽合奏曲に特に強い思い入れがあるようで、イギリスや北欧の弦楽作品は、バロックやモーツァルトと並んで、マリナーとアカデミー室内管の主要なレパートリーとなっていた。
2016年10月2日、死去。92歳没。

### 家族・親族
- 子：アンドリュー・マリナーは、ロンドン交響楽団の首席クラリネット奏者を務めた[9]。

## 録音
マリナーは膨大な数の録音を行っていたことで広く知られる。以下にマリナーが取り上げた作曲家を生年順に並べた。
- ジュリオ・カッチーニ (1545-1618)
- ジョヴァンニ・ガブリエーリ (1554/57-1612)
- ジャイルズ・ファーナビー (c.1563-1640)
- ジャコモ・カリッシミ (1605-1674)
- アントニオ・チェスティ (1623-1669)
- ヨハン・パッヘルベル (1653-1706)
- アルカンジェロ・コレッリ (1653-1713)
- ヘンリー・パーセル (1659-1695)
- アレッサンドロ・スカルラッティ (1660-1725)
- アントニオ・カルダーラ (1670-1736)
- トマゾ・アルビノーニ (1671-1751)
- ジェレマイア・クラーク (1674-1707)
- アントニオ・ヴィヴァルディ (1678-1741)
  - 四季、調和の霊感全曲、他
- ゲオルク・フィリップ・テレマン (1681-1767)
- フランチェスコ・ドゥランテ (1684-1755)
- ヨハン・ゼバスティアン・バッハ (1685-1750)
  - ブランデンブルク協奏曲全曲、管弦楽組曲全曲、音楽の捧げもの、フーガの技法、他
- ゲオルク・フリードリヒ・ヘンデル (1685-1759)
  - 王宮の花火の音楽、水上の音楽、メサイア、合奏協奏曲 (Op.3,6) 全曲、他
- ゴットフリート・ハインリヒ・シュテルツェル (1690-1749)
- ジュゼッペ・サンマルティーニ (1695-1750)
- チャールズ・エイヴィソン (1709-1770)
- ウィリアム・ボイス (1711-1779)
- クリストフ・ヴィリバルト・グルック (1714-1787)
- ヨハン・シュターミッツ (1717-1757)
- レオポルト・モーツァルト (1719-1787)
- ヨハン・ヴィルヘルム・ヘルテル (1727-1789)
- フランツ・ヨーゼフ・ハイドン (1732-1809)
  - 交響曲第6-8,22,26,31,43-45,47-49,53,55,59,60,63,69,73,82-87,92,94,96,99-104番、天地創造、四季、他
- ルイジ・ボッケリーニ (1743-1805)
- カール・シュターミッツ (1745-1801)
- アントニオ・サリエリ (1750-1825)
- ジュゼッペ・ジョルダーニ (1753-1798)
- ヴォルフガング・アマデウス・モーツァルト (1756-1791)
  - 交響曲全集、ピアノ協奏曲全集、他
- ルイジ・ケルビーニ (1760-1842)
- ルートヴィヒ・ヴァン・ベートーヴェン (1770-1827)
  - 交響曲全集、序曲全集、ヴァイオリン協奏曲、他
- フランソワ＝アドリアン・ボイエルデュー (1775-1834)
- ベルンハルト・クルーセル (1775-1838)
- ヨハン・ネポムク・フンメル (1778-1837)
- フェルナンド・ソル (1778-1839)
- マウロ・ジュリアーニ (1781-1829)
- ニコロ・パガニーニ (1782-1840)
- カール・マリア・フォン・ウェーバー (1786-1826)
- ジョアキーノ・ロッシーニ (1792-1868)
  - 弦楽のためのソナタ全曲、歌劇序曲全集、他
- ハインリヒ・マルシュナー (1795-1861)
- サヴェリオ・メルカダンテ (1795-1870)
- フランツ・シューベルト (1797-1828)
  - 交響曲全集、他
- ガエターノ・ドニゼッティ (1797-1848)
- ヴィンチェンツォ・ベッリーニ (1801-1835)
- アルベルト・ロルツィング (1801-1851)
- ヤン・ヴァーツラフ・カリヴォダ (1801-1866)
- アドルフ・アダン (1803-1856)
- エクトル・ベルリオーズ (1803-1869)
- ヨハン・シュトラウス1世 (1804-1849)
- ホアン・クリソストモ・アリアーガ (1806-1826)
- フェリックス・メンデルスゾーン (1809-1847)
  - 交響曲第3-4番、ヴァイオリン協奏曲、他
- フレデリック・ショパン (1810-1849)
- オットー・ニコライ (1810-1849)
- ロベルト・シューマン (1810-1856)
  - 交響曲全集、ピアノ協奏曲、他
- ジュゼッペ・ヴェルディ (1813-1901)
- リヒャルト・ワーグナー (1813-1883)
- シャルル・グノー (1818-1893)
- ジャック・オッフェンバック (1819-1880)
- フランツ・フォン・スッペ (1819-1895)
- アンリ・ヴュータン (1820-1881)
- アントン・ブルックナー (1824-1896)
- ヨハン・シュトラウス2世 (1825-1899)
- アレクサンドル・ボロディン (1833-1887)
- ヨハネス・ブラームス (1833-1897)
  - 交響曲全集、ヴァイオリン協奏曲、他
- アミルカレ・ポンキエッリ (1834-1886)
- ヘンリク・ヴィエニャフスキ (1835-1880)
- カミーユ・サン＝サーンス (1835-1921)
- ジョルジュ・ビゼー (1838-1875)
  - 交響曲第1番、カルメン組曲全曲、アルルの女組曲全曲
- マックス・ブルッフ (1838-1920)
- モデスト・ムソルグスキー (1839-1881)
- ピョートル・チャイコフスキー (1840-1893)
  - 交響曲全集、弦楽のためのセレナード、ピアノ協奏曲第1番、ヴァイオリン協奏曲、他
- エマニュエル・シャブリエ (1841-1894)
- アントニン・ドヴォルザーク (1841-1904)
  - 交響曲第7-9番、弦楽のためのセレナード、管楽のためのセレナード、序曲『謝肉祭』他
- アーサー・サリヴァン (1842-1900)
- ジュール・マスネ (1842-1912)
- エドヴァルド・グリーグ (1843-1907)
- ニコライ・リムスキー＝コルサコフ (1844-1908)
- パブロ・デ・サラサーテ (1844-1908)
- ガブリエル・フォーレ (1845-1924)
- リヒャルト・ホイベルガー (1850-1914)
- エンゲルベルト・フンパーディンク (1854-1921)
- エルネスト・ショーソン (1855-1899)
- エドワード・エルガー (1857-1934)
- ジャコモ・プッチーニ (1858-1924)
- ヴィクター・ハーバート (1859-1924)
- グスタフ・マーラー (1860-1911)
- エミール・ニコラウス・フォン・レズニチェク (1860-1945)
- クロード・ドビュッシー (1862-1918)
- フレデリック・ディーリアス (1862-1934)
- リヒャルト・シュトラウス (1864-1949)
- カール・ニールセン (1865-1931)
- ポール・デュカス (1865-1935)
- アレクサンドル・グラズノフ (1865-1936)
- ジャン・シベリウス (1865-1957)
- エリック・サティ (1866-1925)
- シャルル・ケクラン (1867-1950)
- ウォルフォード・デイヴィス (1869-1941)
- フローラン・シュミット (1870-1958)
- レイフ・ヴォーン・ウィリアムズ (1872-1958)
- セルゲイ・ラフマニノフ (1873-1943)
- グスターヴ・ホルスト (1874-1934)
- アルノルト・シェーンベルク (1874-1951)
- チャールズ・アイヴズ (1874-1954)
- モーリス・ラヴェル (1875-1937)
- マヌエル・デ・ファリャ (1876-1946)
- エルマンノ・ヴォルフ＝フェラーリ (1876-1948)
- オットリーノ・レスピーギ (1879-1936)
  - ローマ三部作、リュートのための古い舞曲とアリア全曲、他
- フランク・ブリッジ (1879-1941)
- ジョゼフ・カントルーブ (1879-1957)
- ジョン・アイアランド (1879-1962)
- バルトーク・ベーラ (1881-1945)
- パーシー・グレインジャー (1882-1961)
- イーゴリ・ストラヴィンスキー (1882-1971)
- アントン・ヴェーベルン (1883-1945)
- アーノルド・バックス (1883-1953)
- ジョージ・ダイソン (1883-1964)
- ジョージ・バターワース (1885-1916)
- エイトル・ヴィラ＝ロボス (1887-1959)
- ボフスラフ・マルティヌー (1890-1959)
- ジャック・イベール (1890-1962)
- フランク・マルタン (1890-1974)
- セルゲイ・プロコフィエフ (1891-1953)
- アルテュール・オネゲル (1892-1955)
- ピーター・ウォーロック (1894-1930)
- パウル・ヒンデミット (1895-1963)
- マリオ・カステルヌオーヴォ＝テデスコ (1895-1968)
- ヘンリー・カウエル (1897-1965)
- ジョージ・ガーシュウィン (1898-1937)
- アーロン・コープランド (1900-1990)
- ジェラルド・フィンジ (1901-1956)
- ホアキン・ロドリーゴ (1901-1999)
- ウィリアム・ウォルトン (1902-1983)
- ダグ・ヴィレーン (1905-1986)
- マイケル・ティペット (1905-1998)
- ドミートリイ・ショスタコーヴィチ (1906-1975)
- ポール・クレストン (1906-1985)
- サミュエル・バーバー (1910-1981)
- ハビエル・モンサルバーチェ (1912-2002)
- ベンジャミン・ブリテン (1913-1976)
- レナード・バーンスタイン (1918-1990)
- マルコム・アーノルド (1921-2006)
- リチャード・ロドニー・ベネット (1936- 2012)
- ハワード･ブレイク（1938- ）